# Sycophila
Sycophila es un género de avispas de la familia Eurytomidae. Son avispas que se alimentan de los higos, pero no los polinizan. Son de distribución mundial.

## Especies
Incluye las siguientes especies:
- Sycophila benghalensis (Joseph & Abdurahiman, 1968)
- Sycophila curta Chen, 1999
- Sycophila decatomoides Walker, 1871
- Sycophila dharwarensis (Joseph & Abdurahiman, 1968)
- Sycophila fici (Joseph, 1961)
- Sycophila flaviclava Bouček, 1981
- Sycophila karnatakensis (Joseph & Abdurahiman, 1968)
- Sycophila kestraneura (Masi, 1917)
- Sycophila maculifacies Chen, 1999
- Sycophila modesta Bouček, 1981
- Sycophila naso Bouček, 1981
- Sycophila persephone (Girault, 1927)
- Sycophila petiolata Chen, 1999
- Sycophila pilosa (Joseph & Abdurahiman, 1968)
- Sycophila punctum Bouček, 1981
- Sycophila robusta (Joseph & Abdurahiman, 1968)
- Sycophila sidnica (Girault, 1927)
- Sycophila sessilis Bouček, 1981
- Sycophila setulosa Zerova, 2009 (Yemen)
- Sycophila simplicistigma (Walsh, 1870)
- Sycophila taprobanica (Westwood, 1882)
- Sycophila yemeni Zerova, 2009 (Yemen)